# Christopher Wolstenholme
Christopher Tony Wolstenholme, známý spíše jako jen Chris Wolstenholme (* 2. prosince 1978, Rotherham, Anglie) je baskytarista britské alternativní rockové kapely Muse. Kromě toho také ve skupině zpívá vokálový doprovod a někdy hraje na normální elektrickou kytaru. Dříve, než Morgan Nicholls začal hostovat u Muse, hrál Chris zároveň i na keyboard.
V roce 2018 se Christopher Wolstenholme oženil s Caris Ball Wolstenholme

## Život
Chris se narodil a prožil své dětství v severoanglickém městě Rotherham. Když mu bylo 11 let, odstěhoval se s rodinou do města Teignmouth v jihoanglickém hrabství Devon. Původně byl Christopher bubeník. Zatímco měl svou post-punkovou kapelu  Fixed Penalty, jeho budoucí (pro něj tehdy ještě neznámí) spoluhráči Matt Bellamy s Domem Howardem hráli ve své vlastní skupině. Po dvou letech opustil Mattovu a Dominicovu kapelu kytarista, a proto nabídli Chrisovi místo u nich. Ten zpočátku odmítal vzdát se bicích, avšak později se nechal přemluvit a přidal se k nim v pozici baskytaristy. Společně vytvořili rockovou kapelu The Rocket Baby Dolls, kterou časem přejmenovali na dnešní Muse.
V současné době žije Chris v Teignmouthu společně se svou manželkou Caris.

## Nástroje
Chris již od založení kapely Muse vystřídal mnoho značek kytar. V počátcích používal baskytary od firmy Warwick, později přešel ke značce Pedulla a v poslední době střídá kytary z dílen Rickenbackera a Fendera, od kterého vlastní model Fender Jazz Bass. Mezi své oblíbené výrobce komba řadí firmu Ampeg a její model Ampeg SVT.
V období Origin of Symmetry nejvíce používal baskytaru značky Pedulla, z nichž jeden model použitý v klipu k Plug In Baby byl dokonce vydražen ne eBayi. Na koncertech nikdy nevystoupí bez svých dvou zesilovačů Marshall Bass State b150. Aby basové efekty byly co nejlepší, používá k jejich zesílení elektrická zařízení od firmy Line 6 a kytarový pedál značky Boss.
Na natáčení desky Absolution si vybral opět kytary Pedulla, avšak do studia si s sebou vzal i svůj starší model od firmy Warrwick a na píseň Sing For Absolution použil kytaru Fender Jazz Bass. Na živé provedení skladby Stockholm Syndrome na Glastonburském festivalu si vzal model Pedulla Rapture SB5, který po koncertě hodil z publika na pódium a následně do Dominicova basového bubnu.
Před natáčením alba Black Holes and Revelations téměř kompletně vyměnil svůj dosavadní kytarový arzenál. Nejvíce nyní preferuje kytaru Rickenbacker 4003, nicméně svou dřívější Fender Jazz Bass používá pořád a dokonce si ji bere i na nové písně, hlavně na začátky skladeb Knights of Cydonia, Map of Problematique či Invincible. V písničkách na desce Black Holes and Revelations také hodně používá fuzzbox značky Electro-Harmonix a své vokály často zpívá přes vocoder, což je nejvíce znatelné ve skladbě Supermassive Black Hole.